# Kozara
za druge pomene glej Kozara (razločitev)
Kozara (Козара) je gora v zahodni Bosni in Hercegovini, ki je danes del Republike Srbske. Na severu jo obdaja reka Sava na vzhodu Vrbas, na jugu Sana, na zahodu pa Una. Najvišji vrh planote je Lisina (978 m). Leta 1942 je bila Kozara prizorišče velike bitke med partizani in silami osi, ki ga obeležuje spomenik žrtvam ustaško-fašističnega terorja, postavljen na zravnanem delu, imenovanem Mrakovic.
Klima na Kozari je zmerno kontinentalna.

## Rastlinstvo
Severni del Kozare zavzemajo visoki gozdovi v katerih dominirata bukev in jelka, južni del površine pa je poraščen z nizkimi (mogočnimi) gozdovi hrast in iglavci (črni bor, beli bor, smreka).

## Živalstvo
Med avtohtonimi živalskimi vrstami najdemo živali kot so : divja svinja, srnjad, divji zajec, divja mačka, lisica, veverica, jazbec, kuna zlatica, kuna belica, podlasica in druge.
Kozara nudi dom tudi velikem številu ptičjih vrst. Po dostopnih podatkih, na Kozari živijo beloglavi jastrebi, sokoli, sove. Med neplenilci pa izstopajo: jerebica, golob grivar, golob duplar, grlica, sraka, slavček, črna žolna, sinice, in vrabec.

## Vrhovi
| Ime                    | Višina (m) |
| ---------------------- | ---------- |
| Lisina                 | 977        |
| Gola planina           | 876        |
| Mrakovica              | 806        |
| Glavuša                | 793        |
| Bešića poljana         | 784        |
| Talavića poljana       | 780        |
| Jarčevica              | 740        |
| Vrnovačka glava        | 719        |
| Benkovac-Jurišina kosa | 705        |
| Zečiji kamen           | 667        |
| Kozarački kamen        | 659        |
| Šupljikovac            | 652        |
| Vitlovska kosa         | 589        |
| Palež                  | 542        |
| Mednjak                | 440        |